# Gadomus dispar
Gadomus dispar är en fiskart som först beskrevs av Vaillant, 1888.  Gadomus dispar ingår i släktet Gadomus och familjen skolästfiskar. Inga underarter finns listade i Catalogue of Life.